# Бабичева, Вера Ивановна
Ве́ра Ива́новна Ба́бичева — советская и российская актриса театра и кино, педагог, Заслуженная артистка Армянской ССР (6 марта 1978), Заслуженная артистка России (9 апреля 2018).

## Биография
Вера Бабичева родилась 14 октября 1947 в Ленинграде. Закончила Ленинградский государственный институт театра, музыки и кинематографии (мастерская Б. В. Зона и Д. И. Карасика). По окончании института играла на сцене вновь открывшегося Волгоградского ТЮЗа в спектаклях: "Три мушкетёра" А. Дюма (Констанция Бонасье, реж. Э. Шестаков), "Конёк-Горбунок" П. Ершова (Жар-птица, реж. В. Давыдов),  "Именем Революции" М. Шатрова (Тоня, реж. М. Новохижин).
Получила приглашение в Ереванский Русский драматический театр им. К. Станиславского, на сцене которого сыграла более 30 ведущих ролей, среди которых: "Сказка о любви" Б.Рацера и В. Константинова (Принцесса, реж. А. Григорян), "Двенадцатая ночь" У. Шекспира (Оливия, реж. А. Григорян), "Панна Маличевская" Г. Запольской (Стефка, реж. В. Ласковска), "Макбет" У. Шекспира (Леди Макбет, реж. А. Григорян), "Татуированная роза" Т. Уильямса (Серафина, реж. О. Аветисян), "Наедине со всеми" (Она, реж. А. Григорян), "Генрих IV" (Королева Берта, реж. М. Милош), "Проснись и пой!" М. Дьярфаша (Карола, реж. Р. Харазян), "Родственники" Э. Брагинского (Ирина, реж. Р. Харазян) и др.
В 1983 году будучи на гастролях с Ереванским театром в Москве, получила приглашение от Андрея Гончарова и была принята в труппу Московского академического театра им. В. Маяковского. Играла в спектаклях: "Трамвай "Желание"  Т. Уильямса (Стелла, реж. А. Гончаров), "Блондинка" А. Володина (Мать, реж. К. Гинкас), "Она в отсутствии любви и смерти" Э. Радзинского (Мать, реж. В. Портнов), "Привидения" (Фрау Альвинг, реж. М. Фейгин), "Шутка мецената" (Принцесса, реж. Т. Ахрамкова), "Валенсианские безумства" (Федра, реж. Т. Ахрамкова), "Розенкранц и Гильдерстен мертвы" (Гертруда, реж. Е. Арье) и др.
Сотрудничала с театром "Сфера" (спектакли "Театральный роман" - Торопецкая, "Завтра и вчера" - Кармен, "Чайка" - Аркадина, реж. Е. Еланская), с театром А.Джигарханяна ("Театр-убийца" - Синтия, реж. С. Голомазов), с театром им. Н.В.Гоголя ("Дрейфус" - Зина, "Петербург" - Аблеухова, реж. С. Голомазов), с театром "О'КЕЙ" (рок-опера "Саломея, царевна Иудейская" - Иродиада, реж. К. Стрежнев), с Рижским русским театром им. М. Чехова ("Соколы и вороны" - Евгения, реж. С. Голомазов), участвовала в антрепризной постановке спектакля "Адриенна Лекуврер" (Принцесса Орлеанская, реж. С. Голомазов). 
С 2008 года — ведущая артистка Московского драматического театра на Малой Бронной. Играла в спектаклях: "Аркадия" (Ханна Джарвис), "Белка" (Лилиана), "Бесы" (Варвара Ставрогина), "Квартира Коломбины" (Евгения Ивановна, Галина, Ау, Коломбина), "Коломба, или "Марш на сцену!" (Мадам Александра), "Кроличья нора" (Нэт), "Особые люди" (Женщина из Фонда), "Салемские ведьмы" (Ребекка Нэрс), "Тиль" (Каталина), "Три высокие женщины" (В), "Яма" (Анна Марковна Шойбес). 
Сотрудничала с Государственным русским театром драмы им. Ф. А. Искандера (г. Сухум, Абхазия) - моноспектакль "Не обо мне" по пьесе М. Тульчинской, реж. М. Романова; с Театром музыки и поэзии п/р Елены Камбуровой - спектакль "СТИХИйный XXI век" реж. Д. Сорокотягин, с театральной площадкой "Пространство ВНУТРИ" - спектакли: "Не обо мне" (Моноспектакль, реж. М.Романова), "Квартира Коломбины" (Евгения Ивановна, Галина, Ау, Коломбина, реж. Е.Дубакина). 
Преподаватель режиссуры и актёрского мастерства в Российском институте театрального искусства (ГИТИС), доцент (1997 - 2018 гг. Мастерская П. Хомского и С. Голомазова, 2020 - 2025 гг Мастерская М. Скандарова). Педагог Кафедры режиссуры игрового фильма Мастерской Рената Давлетьярова во ВГИК им. С. А. Герасимова (2020 - 2023).

## Награды и премии
- Заслуженная артистка Армянской ССР (1978)
- Заслуженная артистка России (2018)
- Почётный деятель искусств г. Москвы (2017)
- Премия "Гвоздь сезона" за спектакль "Кроличья нора" (2017)
- Премия «Звезда театрала». Номинация: «Лучшая женская роль второго плана» (Нэт «Кроличья нора», 2016 и Ребекка Нерс «Салемские ведьмы», 2017)
- Премия "Звезда театрала" в номинации "Лучший социальный проект" - спектакль "Особые люди" (2016)
- Премия Правительства Москвы за спектакль «Три высокие женщины» (2005)
- Премия "Гвоздь сезона" за спектакль «Три высокие женщины» (2004)
- Всесоюзный фестиваль польской драматургии – Лучшая роль Стефка, спектакль «Панна Маличевская»
- Лауреат премии комсомола Армении за роли в спектаклях «Макбет» (Леди Макбет), «Татуированная роза» (Серафина)
- Всесоюзный фестиваль искусств (Ереван) – Лучшая роль Королева Берта, спектакль «Генрих IV»

## Читки (читакли)
- «Мадам Рубинштейн» Автор: Джон Мисто, перевод О. Варшавер и Т. Тульчинская, продюсер Д.Сергеев (Театр «12 пьес», зал отеля Jurmala SPA в Юрмале 18 июля 2025)
- «Мадам Рубинштейн» Автор: Джон Мисто, перевод О. Варшавер и Т. Тульчинская, продюсер Д.Сергеев (Театр «12 пьес», зал отеля Grand Poet в Риге 8,9,22,23 марта 2025)

- «Здравствуйте, Антон Палыч!» Автор: Григорий Каковкин (Клуб «Шагал» 17.01.2025, Еврейский культурный центр Жуковка 9.02.2025)

- «Плюс-минус 100 лет» Автор: О.Варшавер, С.Пальчевский, реж. О.Варшавер (Еврейский культурный центр 26.01.2025)

- «Не обо мне» Автор: Майя Тульчинская (Digital Art House, 2021)

- «Согласно пожеланиям» Автор: Елена Гремина, реж. С. Аронин (Библиотека Достоевского, 2021)

- «Тахир и Зухра» Автор: Зухра Яникова, реж. Е. Корабельник и Е. Дубакина (Фестиваль «Любимовка», другая сцена театра Современник, 2021)

- «Финисаж» Автор: Влад Васюхин, реж. Л. Крупина (Театр Джигарханяна, 2020)

- «Беглец» Автор: Влад Васюхин, реж. Д. Сорокотягин (2019)

- «До-ре-ми-фа-соль-ля-си-Ты-свободы-попроси» Автор: Том Стоппард, перевод О. Варшавер (Вечер памяти Владимира Буковского, Сахаровский центр, 2019)

- «Мадам Рубинштейн» Автор: Джон Мисто, перевод О. Варшавер и Т. Тульчинская, реж. О. Варшавер (2019)

- «Плюс-минус 100 лет» Автор: О.Варшавер, С.Пальчевский, реж. О.Варшавер (2018)

## Театральные работы

### Государственный русский театр драмы им. Ф.А.Искандера (г.Сухум, Абхазия)
- Моноспектакль «Не обо мне» М.Тульчинская / реж. М.Романова

### Театр музыки и поэзии п/р Елены Камбуровой
- «СТИХИйный XXI век» / Вера / реж. Д.Сорокотягин

### Театр ТДМ и Пространство «ВНУТРИ»
- «Квартира Коломбины» Л.Петрушевская / Евгения Ивановна, Галя, Ау, Коломбина / реж. Е.Дубакина

### Театр Наций(Новое пространство)
- «Куда пропал прекрасный принц» М.Огнева / реж. С.Аронин

### Театр на Малой Бронной:
- «Аркадия» Т.Стоппард / Ханна Джарвис / реж. С.Голомазов
- «Белка» А.Ким /Лилиана / реж. Е.Гранитова
- «Бесы. Сцены из жизни Николая Ставрогина» Ф.Достоевский / Варвара Петровна Ставрогина / реж. С.Голомазов
- «Квартира Коломбины» Л.Петрушевская / Евгения Ивановна, Галя, Ау, Коломбина / реж. Е.Дубакина
- «Коломба, или "Марш на сцену!"» Ж.Ануй / Мадам Александра/ реж. С.Голомазов
- «Кроличья нора» Д.Линдси-Эбейр / Нэт/ реж. С.Голомазов
- «Особые люди» А.Игнашов / Женщина из фонда / реж. С.Голомазов
- «Салемские ведьмы» А.Миллер / Ребекка Нэрс / реж. С.Голомазов
- «Тиль» Г. Горин / Каталина / реж. С.Голомазов
- «Три высокие женщины» Э.Олби / В / реж. С.Голомазов
- «Яма» по А.Куприну /Анна Марковна Шойбес / реж. Е.Дружинин

### Театр «Сфера»
- «Завтра и вчера» В.Вишневский / Кармен / реж. Е.Еланская
- «Театральный роман» М.Булгаков / Торопецкая / реж. Е.Еланская
- «Чайка» А.Чехов / Аркадина / реж. Е.Еланская

### Театр п/р А. Джигарханяна
- «Театр-Убийца» Т.Стоппард / Синтия / реж. С.Голомазов

### Театр им. Н. Гоголя
- «Дрейфус» Ж-К.Грюнберг / Зина / реж. С.Голомазов
- «Петербург» по А.Белому / Аблеухова / реж. С.Голомазов

### Рижский русский театр им. М.Чехова
- «Соколы и вороны» А.Сумбатов-Южин / Евгения / реж. С.Голомазов

### Независимые проекты
- «Адриенна, или Браво, мадмуазель Лекуврер!» Э.Скриба /Принцесса Орлеанская/ реж. С.Голомазов
- «Саломея» М.Дунаевский / Иродиада / реж. К.Стрежнёв
- «Хроники доктора Прентиса» Д.Ортон / Миссис Прентис / реж. С.Голомазов

### Московский академический театр имени В. Маяковского
- «Блондинка» А.Володин / Мать / реж. К.Гинкас
- «Валенсианские безумцы» Л.Де Вега / Федра / реж. Т.Ахрамкова
- «Забавы Дон-Жуана» М.Павлова / Цыганка / реж. Т.Ахрамкова
- «Комедия о принце Датском» А.Максимов / Гертруда / реж. Т.Ахрамкова
- «Она в отсутствие любви и смерти» Э.Радзинский / Мать / реж. В.Портнов
- «Преступление актрисы Марыськиной» А.Аверченко / Солнцева / реж. Т.Ахрамкова
- «Привидения» Г.Ибсен / Фру Альвинг / реж. М.Фейгин
- «Розенкранц и Гильденстерн мертвы» Т.Стоппард / Гертруда / реж. Е.Арье
- «Сюжет Питера Брейгеля» Т.Василенко / Мать / реж. Т.Ахрамкова
- «Трамвай "Желание"» Т.Уильямс / Стелла / реж. А.Гончаров
- «Шутка Мецената» по А.Аверченко / Принцесса / реж. Т.Ахрамкова
- «Ящерица» А.Володин / Его жена / реж. Е.Лазарев

### Ереванский русский драматический театр им. К.С.Станиславского
- «Амнистия» Н.Матуковский / Изабелла Дрозд / реж. Р.Харазян
- «Антоний и Клеопатра» У.Шекспир / Ирада / реж. А.Григорян
- «Высота мужества» Г. Лалаянц / Вера / реж. А.Григорян
- «Генрих IV» У.Шекспир / Королева Берта / реж. М.Милош
- «Гнездо глухаря» В.Розов / Искра / реж. А.Григорян
- «Двенадцатая ночь» У.Шекспир / Оливия / реж. А.Григорян
- «Долги наши» Э.Володарский / Тоня / реж. О.Аветисян
- «Единственный свидетель» А. и П. Тур / Калиненко / реж. А.Григорян
- «Игра воображения» Э.Брагинский / Лариса / реж.О.Аветисян
- «Иностранный жених» А.Папаян / реж. Р.Хостикян
- «Кафедра» В. Врублевская / Лаговская Соля / реж. О.Аветисян
- «Клоп» В.Маяковский / Зоя Березкина / реж. А.Григорян
- «Колыбельная» З.Халафян / Анаит / реж. А.Григорян
- «Комната» Э.Брагинский / гл.роль / реж. О.Аветисян
- «Королевская трагедия» М.Фюшт / Королева Берта / реж. Я. Мецнер
- «Лодка в лесу» Н.Хайтов / Гина / реж. В.Тодоров
- «Макбет» У.Шекспир / Леди Макбет / реж. А.Григорян
- «Миссис Пайпер ведет следствие» Дж.Поппуэл / Клэр Маршалл / реж. Р.Харазян
- «Мужчины, носите мужские шляпы!» А.Хмелик / Федотова / реж. Р.Гаспарян
- «Наедине со всеми» А.Гельман / Она / реж. А.Григорян
- «Наследники» А.Араксманян / Ребекка / реж. А.Григорян
- «Нежданный друг» А.Кристи, Р.Тома / Лора Варне / реж. О.Аветисян
- «Обратная связь» А.Гельман / Женщина в очках / реж. Р.Гаспарян
- «Орфей спускается в ад» Т.Уильямс / гл.роль / реж. О.Аветисян
- «Панна Маличевская» Г.Запольская / Стефка Маличевская / реж. В.Ласковска
- «Проснись и пой!» М.Дьярфаш / Карола / реж. Р.Харазян
- «Разные напевы» З.Халафян / Эрселия, Агун / реж. А.Григорян
- «Родственники» Э.Брагинский / Ирина / реж. Р.Харазян
- «Р.У.Р (Россумские универсальные роботы)» К.Чапек / Елена Глори / реж. А.Григорян
- «Сказка о любви» Б.Рацер, В.Константинов / Принцесса / реж. А.Григорян
- «Стены над пропастью» А.Араксманян / Ласточка / реж. А.Григорян
- «Татуированная роза» Т.Уильямс / Серафина / реж. О. Аветисян
- «Три смерти Альфреда Герцога» А.Галиев и Э.Тропинин / Первая женщина / реж. А.Григорян
- «Человек со стороны» И.Дворецкий / Щеголева / реж. А.Григорян

### Волгоградский ТЮЗ:
- «Именем Революции» М.Шатров / Тоня, Жена адвоката / Реж. М.Новохижин
- «Конёк-Горбунок» П.Ершова / Жар Птица / реж. В.Давыдов
- «Три мушкетера» по А.Дюма / Констанция Бонасье / реж. Э.Шестаков

### ЛГИТМиК
- «Баня» В.Маяковского / Фосфорическая женщина / реж. Д.Карасик

## Роли в кино
- «Доктор Краснов» (5 серия) / Лариса Мирошина / реж. А.Вайнер / 2023/
- «Место под солнцем» / главная роль / реж. А. Араян (Чобанян) / 2021/
- «Орешки» / главная роль / реж. Людмила Потапова / 2021/
- «Свинцовая Анна» / роль второго плана / реж. Алексей Горовацкий / 2020 /
- «Надоело умирать» / Холина / реж. Артур Тадевосян, Александр Вишневский / 2020 /
- «амроН» / роль второго плана / реж. Максим Диденко / 2020 /
- «Мать» / Учитель / реж. Михаил Комлев / 2017 /
- «Центр тяжести» / Её врач / реж. С.Голомазов, А.Горовацкий, И.Волосецкий / 2016 /
- «Радость» / Галина Петровна / реж. Саша Франк / 2015 /
- «Наследники» / Аделаида Заболоцкая / реж. В.Судов, Ф.Краснопёров / 2012-2014 /
- «Обручальное кольцо» / Зинаида Чеботарева, мама Жени / реж. Д.Гольдман, А.Конышев, К.Меретуков, Г.Товстоногов (мл.) и др / 2008-2012 /
- «Крем» / Валентина Викторовна, мать Руслана и Кати / реж. С.Мезенцев, С.Назиров, Ф.Фархшатова / 2009 /
- «Дети Арбата» / Ашхен Степановна / реж. Андрей Эшпай / 2004 /
- «Простые истины» / мама Зюляева (29 и 43 серия) / реж. Ю.Беленький, В.Шмелев /1999-2003/
- «Женщина накануне депрессии» / главная роль / реж. Зоя Спиваковская / 1994
- «Гибель поэта» / Невеста, 1-я зрительница / реж. Владимир Захаров / 1986 /
- «Хаос» / реж. Л.Вагаршян / 1973
- «За стеклянной дверью» / реж. М.Туманишвили

## Телевидение
- Участие в Гала-концерте «Оперный бал Елены Образцовой».

Чтение авторских текстов и стихов Народной артистки СССР Елены Образцовой на Исторической сцене Большого театра России, 4 ноября 2019
- Программа «Ближний круг», тк Культура, 2017

- Программа «Рожденные в СССР», тк Ностальгия, 2017

- «Клуб кинопутешествий. Таиланд», 2000

- «Преступление актрисы Марыськиной» А.Аверченко, реж. Т.Ахрамкова, 1991

- «Гибель поэта», реж. В.Захаров, 1986

## Аудиокниги
- Мишель Обама «Becoming. Моя история», 2019

- Соня Шаталова «Я не немая, я говорю», 2023